# Міхраб

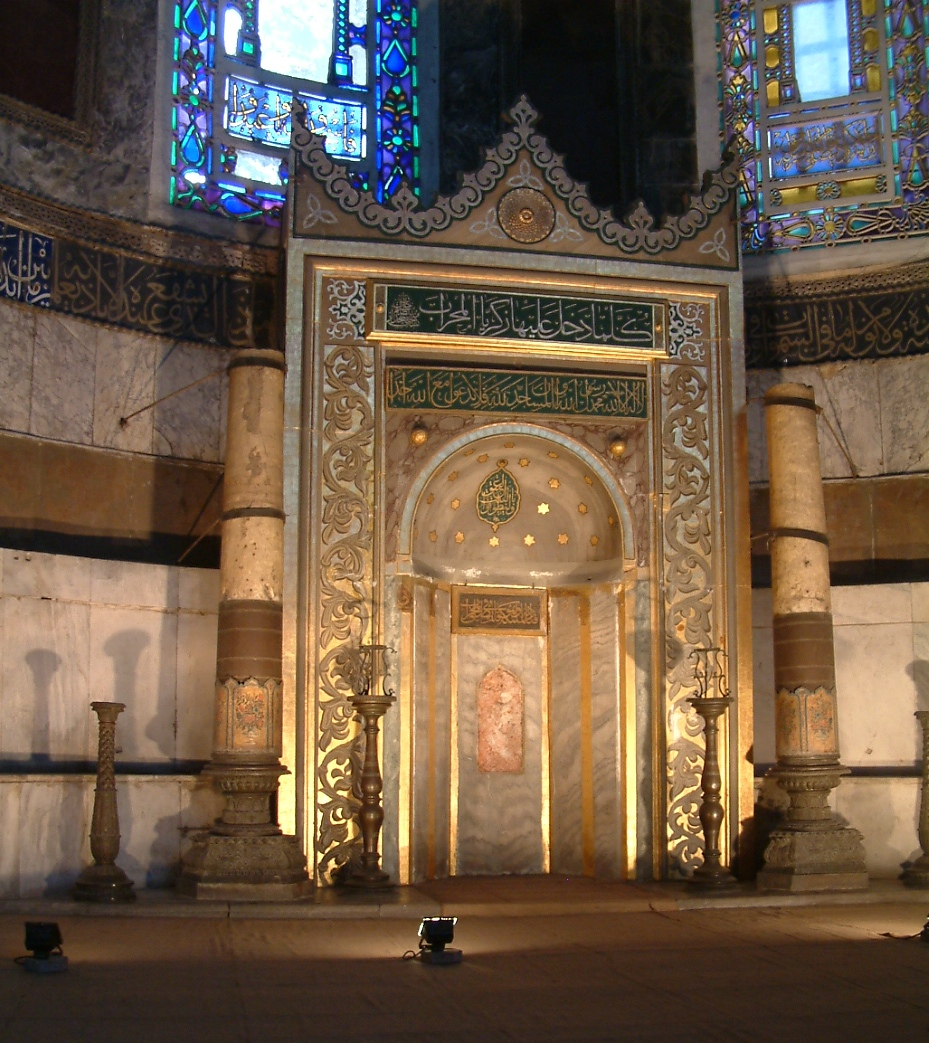
Міхраб в Ая-Софія (Стамбул, Туреччина).

Міхраб (араб. مِحْراب) — ніша в стіні мечеті, прикрашена двома колонами й аркою. Вказує напрям на Мекку, де розташована головна святиня мусульманської релігії — Кааба. Туди повертаються обличчям під час молитви. Стіну, в якій розташований міхраб, називають «стіною кібли».

## Особливості
В історії ісламського богослужіння міхраб є нововведенням початку VIII століття. Хоча міхраб ніколи не згадувався пророком Магометом, ісламські теологи одностайно визнали його хорошим релігійним нововведенням.

## Галерея
|                                            |
| Міхраб в мечеті султана Ібрагіма (Ретимно) |

|                                  |
| Міхраб у Великій Мечеті (Дамаск) |

|                      |
| Міхраб мечеті (Каїр) |

|                                       |
| Міхраб в мечеті Укба (Кайруан, Туніс) |

|                                            |
| Міхраб у Великій мечеті (Кордова, Іспанія) |

|                                           |
| Міхраб в мечеті Боу Інанія (Фес, Морокко) |

|                                       |
| Міхраб в П’ятничній мечеті (Єзд, Іран |

|                                                  |
| Міхраб в Куполі Ланцюга, Храмова Гора, Єрусалим. |

|                                            |
| Міхраб в мечеті Куіла-і-Куна (Делі, Індія) |

|                                                               |
| Міхраб ХІІІ сторіччя в мечеті Ешрефоолу (Бейшехир, Туреччина) |